# Klecewo (powiat kwidzyński)
Klecewo (niem Klötzen) – osada w Polsce położona w województwie pomorskim, w powiecie kwidzyńskim, w gminie Gardeja i nad jeziorem Kucki. W latach 1975–1998 miejscowość należała administracyjnie do województwa elbląskiego.

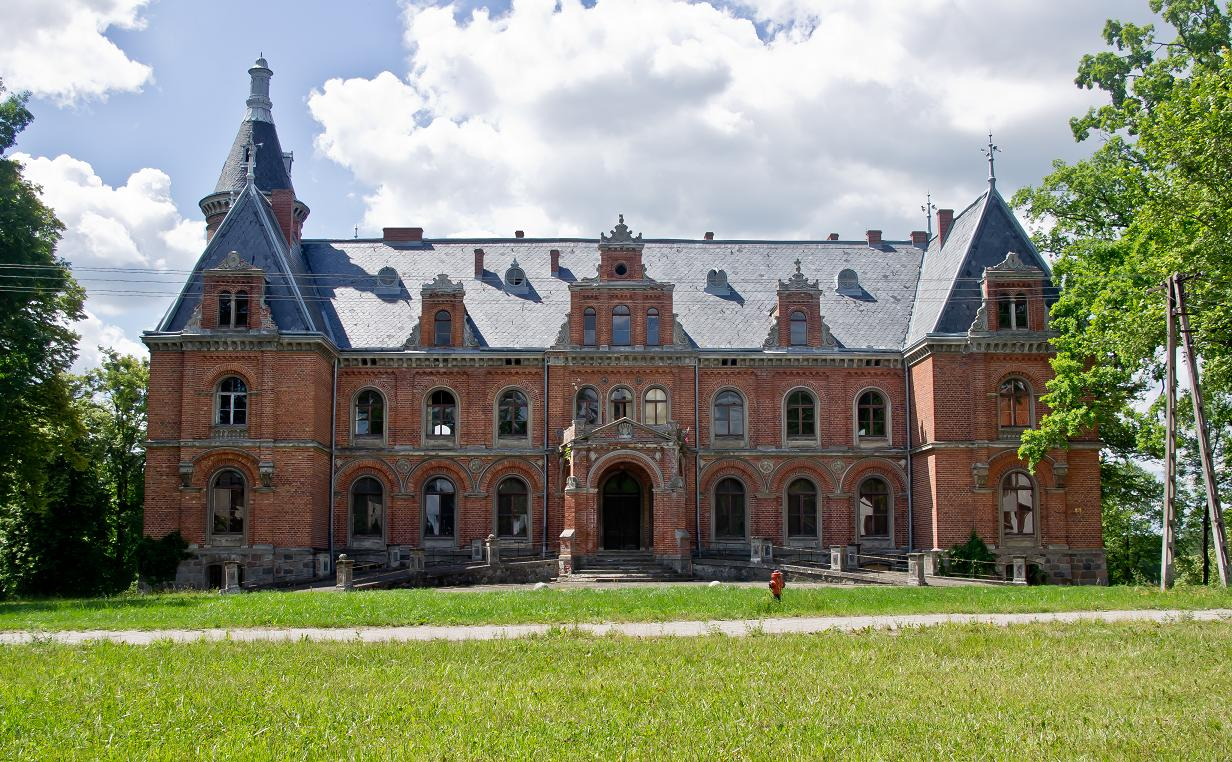
Pałac w Klecewie

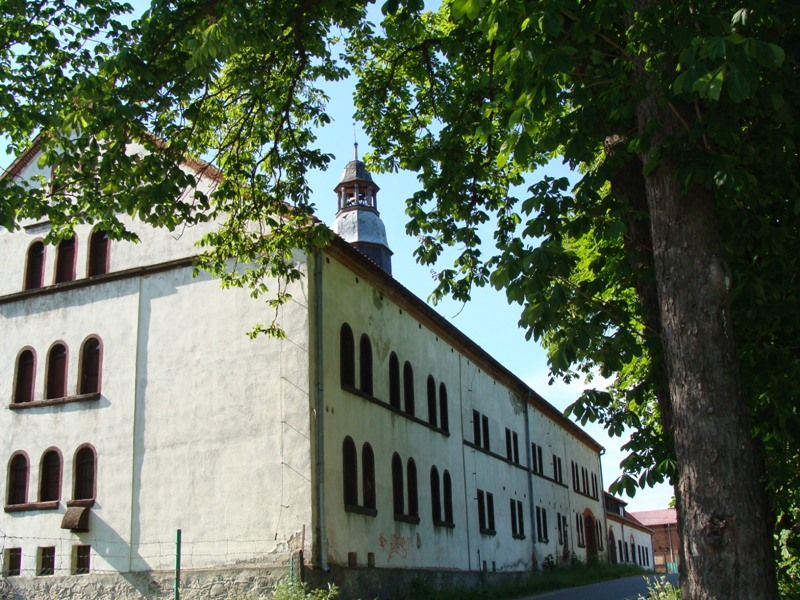
Spichlerz

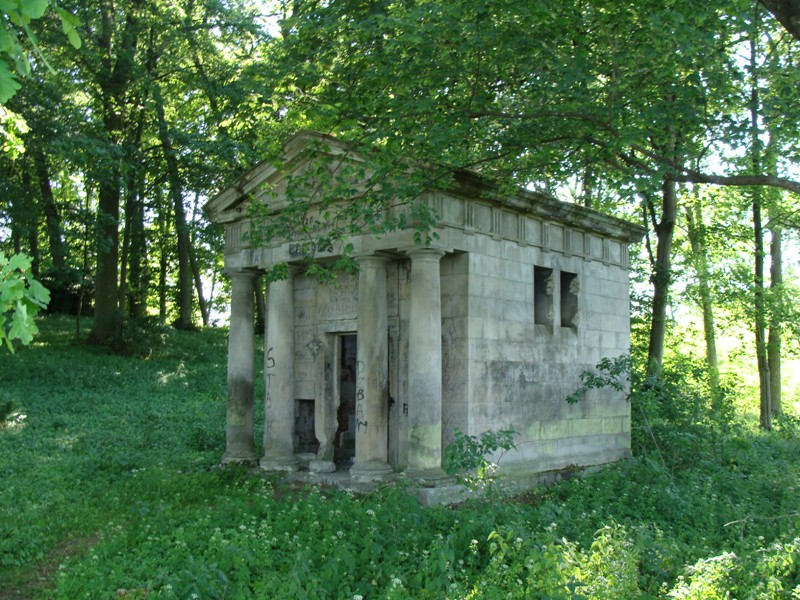
Grobowiec von Rosenberg

## Zabytki
Według rejestru zabytków NID na listę zabytków wpisane są:
- zespół pałacowy z drugiej poł. XIX w.:
  - Pałac w Klecewie[6]
  - wozownia, obecnie warsztat[7]
  - stajnia, obecnie spichrz[8]
  - rządcówka[9]
- drewniany dom nr 3[10]
- kuźnia, potem dom mieszkalny z pierwszej ćwierci XIX w.[11]

Zespół parkowo-pałacowy znajduje się nad jeziorem Kucki (Klecewskim). Pałac jest budynkiem piętrowym wybudowanym w latach 1870-1872 w stylu renesansu francuskiego, prostokątną bryłę dzielą narożne ryzality z werandami i owalne wieże. Elewacje są ozdobione misternymi gzymsami i rzeźbionymi kartuszami. W parku XVIII-wieczne zabudowania folwarczne, wyróżnia się potężny spichlerz z sygnaturką oraz parterowy dworek rządcy. Kolejnymi właścicielami dóbr, poczynając od lat 30. XIV w., byli Stefan Cletz, Szymon z Klecewa, Engelhard, Adam z Dąbrówki (ziemia chełmińska), Kaspar, Hand Stift, Barcz Milewski oraz Jan Wierzbicki.
Poczynając od XVII w. dobra trafiają w ręce niemieckie, a ziemie okoliczne są skupywane i przejmowane przez nowych właścicieli. O skali tego przejmowania może świadczyć to, że w późniejszym okresie, bo w 1885 r., obszar majątku wynosił 806 ha, a w 1930 r. wzrósł do niemal 2490 ha.
Właścicielem dóbr był też ród Rosenberg Gruszczyńskich herbu Poraj, znany od XV w., który przybył tu z Gruszczyc na ziemi sieradzkiej. W 1809 r. Dyrektor Towarzystwa Kredytowego w Prusach Zachodnich Antoni Gruszczyński otrzymał tytuł baronowski z przydomkiem Rosenberg, od tego czasu ród używał już tego miana. Z rodu tego miał się wywodzić Alfred Rosenberg urodzony w Rewlu (obecnie Tallinn) minister III Rzeszy, jako zbrodniarz wojenny stracony w Norymberdze. Ostatni znany spadkobierca zespołu parkowego i pałacu w Klecewie to prawnuk Tytus L Rosenberg.
Klecewo było dwukrotnie areną walk: w 1459 r. między Polakami i Krzyżakami i na początku 1945 r. pomiędzy Armią Czerwoną a Wehrmachtem. Pod polską administrację miejscowość trafiła latem 1945 r.
Po 1945 r. w Klecewie założono PGR, w latach 1974-1991 podlegał Zakładowi Rolnemu w Trumiejach.
W pałacu mieściła się szkoła, a po wojnie najpierw biura PGR-u, później ośrodek wczasowy. Budowla w złym stanie przeszła w ręce prywatne.
Na granicy parku znajduje się dawny cmentarz dworski z grobowcem rodzinnym. W grobowcu ma być pochowana córka właściciela z Rosenbergów – Alfreda. Wiążą się z tym dwa podania, jedno, że utonęła jako 10-letnia dziewczynka w jeziorze podczas kąpieli, druga, że kiedy zaszła w ciążę, a ojciec nie zgodził się na ślub z ukochanym, popełniła samobójstwo. Po przeciwnej stronie jeziora stoi posąg zbrojnej kobiety z tarczą, na której jest wizerunek mitologicznej Meduzy. Posąg ten miał powstać dla uczczenia nieszczęsnej Alfredy. Według legendy nad jeziorem ma straszyć jej duch.
Poprzednią nazwę Klötzen zamieniono na obecną w 1946 r. W przeszłości występowały też inne określenia: Clecz bona Dumele, Cleczin, Cletz, Kleczewo, Kletz, Kletzen, Kloetzen, Klötzen. W XIX w. powstała tu jednoklasowa szkoła ewangelicka, która działała do 1945 r.

## Zapisy nazewnictwa
- 1289 – Clecz bona Dumele
- 1334 – Cleczin
- 1427 – Cletz
- 1568 – Kletzen
- 1569 – Klötzen
- 1790 – Kloetzen
- 1883 – Kleczewo
- 1945 – Klötzen
- 1951 – Klecewo
- inne spotykane formy: Kletz